# Slot Wilp
Slot Wilp was een waterburcht in de Wilpse klei, een laaggelegen weilandengebied ten oosten van het Gelderse dorpje Wilp dat tussen de Veluwse bandijk en een oude IJssel-strang ligt.
Het 13e-eeuwse slot behoorde toe aan familie Van Wilp, een adellijk geslacht dat in de late middeleeuwen veel macht had in Wilp en omgeving. Zoals destijds vrij gebruikelijk was, bezat het geslacht niet alleen landerijen, maar ook het recht tienden te heffen van de onderhorigen en het windrecht, waarmee ze de bouw en exploitatie van molens konden regelen en belasten.
In 1739 werd het slot gesloopt en werd het boerderij Hof te Wilp ervoor in plaats gebouwd. De locatie staat bekend als Huis (te) Wilp en Huize Wilp en is nog steeds of opnieuw een boerderij, op de terp van het voormalig slot.

## Locatie

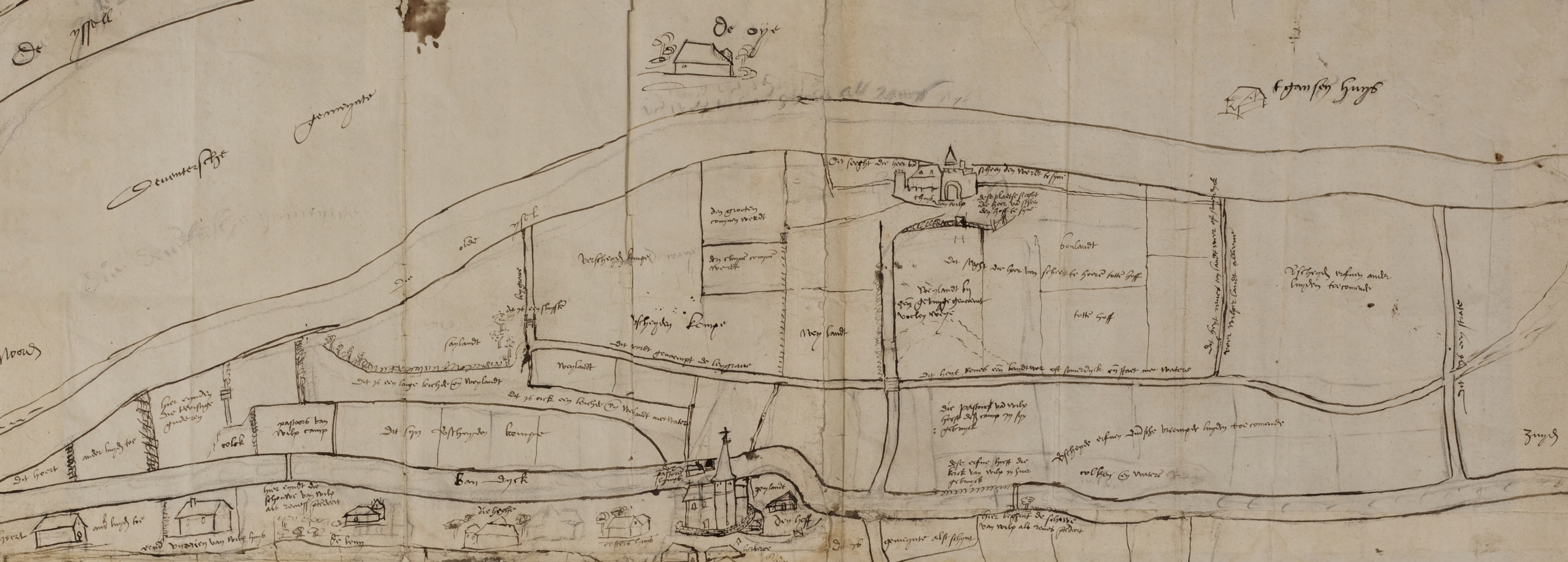
Huis Wilp in 1551

De locatie van het voormalig slot is slechts bij benadering bekend. Als waterburcht stond het aan een stroom die in latere eeuwen aangeduid is als Oude IJssel, niet te verwarren met de gelijknamige rivier die ten oosten van de IJssel stroomt. De stroom liep langs de oostzijde van het kasteel en voedde de kasteelgracht die aan de noord- en westzijde van het kasteel was uitgegraven. De burcht overzag een doorwaadbare plaats, vermoedelijk een kleine afstand stroomopwaarts van de Oude IJssel.
Ten oosten van de huidige boerderij, die nu op de terp van de voormalige burcht staat, is de westelijke IJssel-strang nog te herkennen in het landschap aan een licht kronkelende boomsingel.  In 1998 was de plaats van het voormalige kasteel in het weiland nog herkenbaar en werd de locatie gemarkeerd als een ‘terrein van waarde’. In de 21e eeuw is de IJssel meanderend op drie kilometer afstand komen te liggen en is er nabij geen waterloop meer.

## Beschrijving

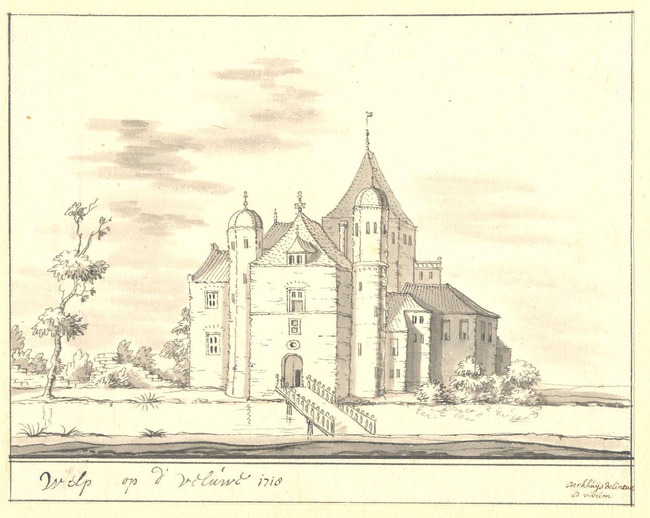
Het slot te Wilp anno 1718, door Jacobus Stellingwerff

Het kasteel lag ten oosten van het dorpje Wilp, gelegen tegen de Oude IJssel, een toenmalige strang van de IJssel. Het was bereikbaar via een west-oost lopende weggetje vanuit het dorp - thans de Dorpsweg - die via een knik naar het zuiden langs de kasteelgracht naar de loopbrug van het kasteel liep. Deze houten loopbrug gaf over het grachtenwater toegang tot het kasteel.
De versterkte waterburcht was eenvoudig en solide met weinig en relatief kleine ramen in massieve muren. Het was gebouwd op een terp aan de westelijke oever van de toenmalige strang, met een uitgegraven gracht aan de noord- en westzijde en open water aan de zuidzijde, gevoed door de Oude IJssel.
De zware houten deur in de westelijke toegangspoort was relatief klein, het was breed genoeg voor de doorgang van slechts een of twee personen tegelijk. Boven de deur bevond zich een elliptisch raam of wapen. Getuige de ramen en het dakkapelletje bevatte het poortgebouw, inclusief het dak en begane grond, vermoedelijk vier verdiepingen. De poort was gekapt met een schilddak. Aan weerszijden van deze poort bevonden zich torens met klokvormige daken. Deze torens functioneerden mogelijk als trappenhuis naar torenkamers en de naastgelegen gebouwen. Mogelijk maakten ze deel van de massa van de toegangspoort, mogelijk waren het onafhankelijke torens die de belendende bouwmassa’s zijdelings verbonden.
Het kasteel bevatte achter de toegangspoort een binnenplaats met aan de oostzijde de grootste toren met een piramidedak en een zuidelijk uitloopterras die de rivieren en contreien kon overzien. Aan weerszijden van de binnenplaats bevonden zich enkelbeukige bouwmassa's. De beuk aan de noordzijde had twee verdiepingen en overzag met de kopse gevel een klein haventje in de noordelijke gracht. Dit gebouw was met een stevige buitenmuur nog eens verlengd langs de westelijke en noordelijk gracht.
Het slot werd mogelijk gecompleteerd met een drietal andere bouwvolumes die de binnenplaats omsloten.

## Geschiedenis

### 13e eeuw – 1739: burcht
Al in 1236 wordt het kasteel genoemd als bezit van een heer van Wilp. Evert van Wilp, een nazaat, werd in 1382 genoemd als de leenheer van het slot namens de bisschoppen van het Sticht Utrecht. Hij had met name het nabijgelegen kasteel de Lathmer onder zijn hoede. Het geslacht Wilp bewoonde het huis tot circa 1505, toen met de dood van de laatste mannelijke telg het geslacht uitstierf.

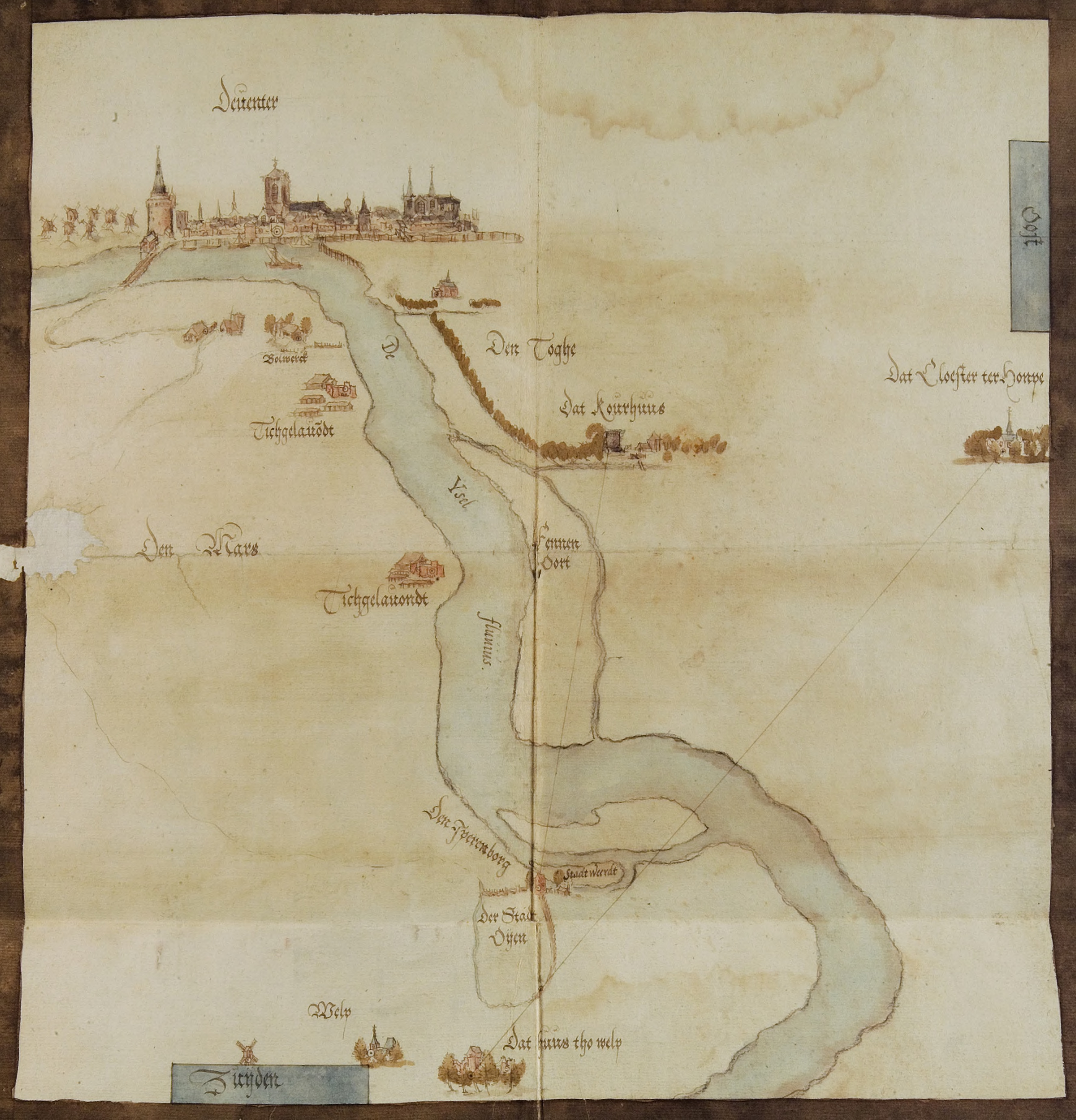
Kaart van de IJssel tussen Wilp en Deventer (1550-1570), met huis te Wilp in het Zuiden. Het huis is hier met een lijn verbonden met het klooster Ter Hunnepe.

Dat jaar nam Hertog Karel van Gelre het slot in tijdens zijn strijd voor gewestelijke zelfstandigheid ten opzichte van de Habsburgers, de machthebbers in de Nederlanden. Hij stelde Lubbert van Keppel, telg uit een geslacht van Gelderse adel, aan als zijn burggraaf. Een jaar later viel de burcht in handen van de Bourgondiërs, maar in 1506 nam hertog Karel Wilp na een lang beleg weer in bezit. Hij gaf de waterburcht toen als Gelders leen aan zijn bastaardbroer Johan. In 1523 breidde het Sticht haar grenzen uit en werd Slot Wilp weer een leen van de bisschoppen.
In de loop van de 17e eeuw werd het slot steeds minder bewoond. In die tijd was het in bezit van Van Broekhuijsen, een familie van huizenbezitters, die ook kasteel De Lathmer bezaten. Deze sloopte het kasteel in 1739 grotendeels.  

### Na 1739: boerderij
In plaats van het kasteel werd het boerderij 'Hof te Wilp' gebouwd. Deze boerderij had de status van een heerlijkheid, uitgerust met leenkamer, huis, schuur, bergplaatsen en hof met boomgaarden en weilanden. De heerlijkheid viel onder schoutambt Voorst, ook al viel het ambt van dijkgraaf van de Wilpse Dorperdijk aldaar onder de heer van Wilp.
  

In 1832 is een bonnekaart gemaakt waarop het boerderij met de restanten van het kasteel te zien zijn, alsook de tegen die tijd inmiddels niet meer bestaande loop van de Oude IJssel in de vorm van een boomsingel.  

### 1945-heden

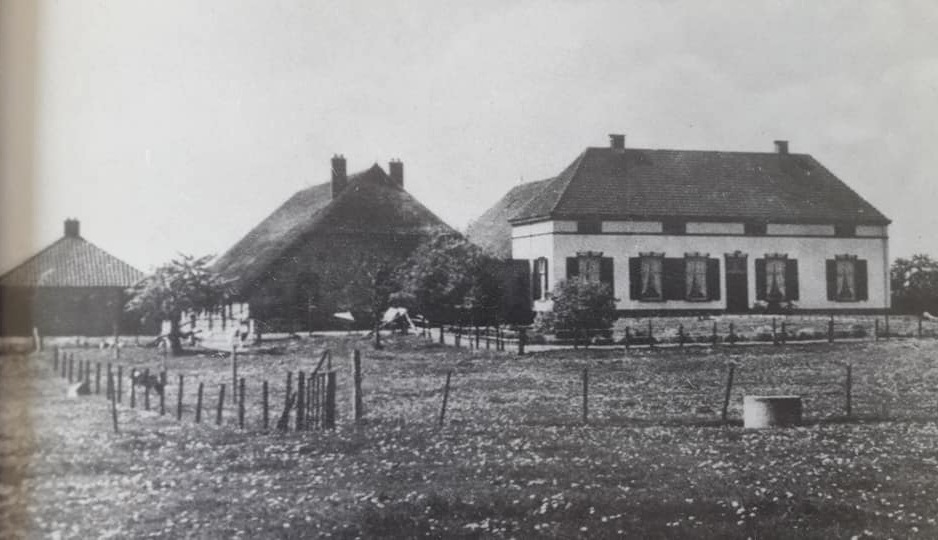
Huize Wilp voordat het op 12 april 1945 verwoest werd.

Aan het einde van de Tweede Wereldoorlog, op 12 april 1945, begon Operatie Cannonshot, gedurende welke de Canadese 48th Highlanders de IJssel overtrokken ter bevrijding van de Veluwe. Die dag werd gedurende zware gevechten in de omgeving van Wilp de toenmalige boerderij verwoest. De boerderij werd herbouwd en was in 1951 weer operationeel.
Restanten van het slot die nog op het terrein aanwezig waren werden in 1965 gesloopt. In 1998 was de plaats van het voormalige kasteel in het weiland nog herkenbaar en werd de locatie gemarkeerd als een ‘terrein van waarde’.
Aalst · Aardenburg · Acquoy · Aerdt · Agistaldaburg · Ahof · Aldenhaag · Aller · Ambe · Ammersoyen · Ampsen · Andelst · Angeroyen · Appelburg · Appelse walburg · Appeltern · Arler · Baak · Babberich · Baer · Baerle · Bakerbosch · Balgoij · Barlham · Batenburg · Beek · Beerenclaauw · Bemmel · Bevervoorde · Bergh · Biljoen · Bingerden · Blankenborg (Laren) · Blankenborg · Blauwe Huis · Blokhuis (Ravenswaaij) · Boelenham · Boetselaersborg · Borculo · Boswaai · Brakel · Den Brakel · Den Bramel · Bredevoort · Broekhuizen · Bronkhorst · Bruchem · Bruinhorst · Brunsberg · Bulkestein · Bunswaard · Burcht van Tiel · Buren · De Buurse · Byland · Byvanck · Caetshage · Camphuysen · De Cannenburch · de Cloese · Coldenhove · Culemborg · Dedinckweerd · Delwijnen · Didam · Diepenbroek · Hof te Dieren · Huis Dijck · Dikke Tinne · Doddendaal · Dodewaard · Doornenburg · Doornik · Doorwerth · Dooyenburg · Dorth · Doseburg · Drakenburg · Dreumel · Druten · Duivelshuis · Eerbeek · De Ehze · Elburg · Eldrik · Emmerik · Engelenburg · Groot Engelenburg · Engelrode · Enghuizen (Hummelo) · Enghuizen (Zevenaar) · Enspijk · De Essenburgh · Essenpas · Est · Fokkinck · Gameren · Geerestein · Geldermalsen · De Gelderse Toren · Geldersweerd · Gellicum · Gendt · Gennepestein · Glindhorst · Goudenstein · ‘s-Grevenhoef · Groot Hell · Groenlo · Groesbeek · Huis te Groesbeek · Grunsfoort · Gulden Spijker · Hackfort · Hackforts Veenhuis · Hagen · Hagevoort · Hamerden · Hanepol · Harreveld · Harslo · Hassink · Het Haveke · Hedel · Heeckeren · De Heegh · Hees · De Heest · Hellouw · Hemmen · Hernen · Motte van Hernen · Heumen · Heusden · Hoekelum · Hoekenburg · De Hoeve · De Hof · Hof d'Ooy · Hof van Arkel · Huis het Holt · Holthuis · Het Holtslag · Ter Horst · Houberg · St. Hubertus · Huissen · Hulhuizen · Hulkestein · Hulsen · Hunneschans bij De Duno · Hunneschans bij Uddel · Jonker Bloo · 't Joppe · De Kamp · Karssenberg · Kemnade · Keppel · Kermestein · Kernhem · Kervel · Kiefskamp · De Kinkelenburg · Klein Enghuizen · Kleverburg · Kortenhoeve · Laag Helbergen · Lakenburg · Landfort · Langen · Latenstein · De Lathmer · Lathum · Ter Lede · Leegpoel · Leemcuyl · Leeuwen · Leeuwenbergh · Lensenburg · Lent · Leur · Leuvenum · Leyenburg · Lichtenvoorde · Lievenstein · Loenen · Loevestein · Loil · Loowaard · Luynhorst · Hof te Maasbommel · Magerhorst · Malburgen · Malderburcht · Malsen · Manhorst · Marhulsen · De Marsch · Marveld · Mathena · Maurik · Medel · Medestein · 't Medler · Meinerswijk · De Mellard · Mensink · Mergelp · Meteren · 't Meyerink · Middachten · Millingen · Mussenberg · Nagelhorst · Nederhagen · Nederhemert · Neerijnen · Huis Neerijnen · De Nesch · Nettelhorst · Nieuwe Blokhuis ·  Nijburg · Nijenbeek · Old Putten · Notenstein · Nye Huis · Olde Spijker · Oldenaller · Oldenhof (Driel) · Oldenhof (Heteren) · De Ooij · Oolde · Oud Oolde · Oosterhout · Ophemert · Opijnen · Oud Ampsen · Oude Blokhuis · Het Oude Loo · Oude Voorst · Oudenborch · Oud-Wisch · Huis te Overasselt · Overeng · Overhagen · Overlaar · 't Oye · Palmestein · De Parck · Persingen · Plekenpol · Ploen · Pluimenburg · Poederoijen · Poelwijck · Poelwijk · De Pol (Dreumel) · Huis de Poll (Huis te Gietelo) · De Poll (Huissen) · Pollenbering · Pollenstein · Puttenstein · Het Raasink · Ravenhorst · De Rees · Ressen · Reuversweerd · Reygersfoort · Rhijnestein · Huis Rijswijk · Rode Toren · Roode Wald · Rosande · Rosendael · Rossum · Rumpt · Ruurlo · Rijsselt · Schadewijk · Schaffelaar · Scherpenzeel · Schoonbroek · Schoonderbeek · Schoonenburg · Schuilenburg · Schuilkerke · Hof te Seelbeek · Sevenaer I · Sevenaer II · Sinderen (Oude IJsselstreek) · Sinderen (Voorst) · Slangenburg · Sleeburg · Slimsijp · De Snor · Soelen · Spaansweerd · Spaldorp · Spijk · Staverden · Sterkenburg · Swanepol · Tarthorst · Teisterbant (Kerk-Avezaath) · Teisterbant (Kerkdriel) · Ter Dicke · Tolhuis · Tolhuis (Tiel) · Tollenburg · Tongerlo · Toren van Wely · Tuil · Ubbergen · Uilenburg (Ewijk) · Uilenburg (Heteren) · Ulenpas · Ulft · Upladen · Valburg · Valkhofburcht · Valkhofpalts · Vanenburg · Varik · Hof te Varsseveld · 't Velde · Velhorst · Verwolde · Vierakker · De Voorst · Voorstonden · Vorden · Vosbergen · Vredenburg · Vredestein (Driel) · Vredestein (Ravenswaaij) · Vuren · Waardenburg · Waddestein · Wadenoijen · Waede · Wageningen · Walfort · 't Waliën · De Wardt · Watergoor · Watermeerwijk · Wayenstein (Huis te Herwijnen) · Well (Huis van Malsen) · Weijenrade · Westenburg · Westerholt · Weurt · De Wiersse · Wijenburg (Echteld) · De Wildenborch · De Wildt · Wilp · Wilperhorst · Winssen · Wisch · Wychen · Wolfswaard · Woolbeek · Yrst · IJzendoorn · Zeeland · Zilveren Spijker · Zuilichem · Zwaluwenburg · Zwanenburg (Heerde) · Zwanenburg (Megchelen)